# Arshad Shamim
Arshad Shamim (* 9. Dezember 1999 in Singapur), mit vollständigen Namen Mohammed Arshad bin Shamim, ist ein singapurischer Fußballspieler.

## Karriere
Arshad Shamim erlernte das Fußballspielen in der Jugendmannschaft von Home United in Singapur. Hier unterschrieb er auch seinen ersten Profivertrag. 2018 wurde er mit Home Vizemeister. Den Singapore Community Shield gewann er 2019. Im Spiel gegen Albirex Niigata (Singapur) gewann man im Elfmeterschießen. Im Februar 2020 wurde der Verein von Home United in Lion City Sailors umbenannt. Hier stand er bis Ende Dezember 2020 unter Vertrag. Für Home bestritt er 37 Erstligaspiele. Vom 1. Januar 2021 bis 30. Oktober 2022 absolvierte er seinen (Militärdienst). Von den Streitkräften wurde er von Mitte Juli 2021 bis zum Ende seines Militärdienstes an die Young Lions ausgeliehen. Die Young Lions sind eine U23-Mannschaft, die 2002 gegründet wurde. In der Elf spielen U23-Nationalspieler und auch Perspektivspieler. Ihnen soll die Möglichkeit gegeben werden, Spielpraxis in der ersten Liga, der Singapore Premier League, zu sammeln. Nach dem Militärdienst kehrte er am 1. November 2022 zu seinem ehemaligen Verein Home United, der mittlerweile in Lion City Sailors umbenannt wurde, zurück. Bis Ende Juni 2023 bestritt er vier Ligaspiele für die Sailors. Am 27. Juni 2023 wechselte er auf Leihbasis bis Saisonende zum ebenfalls in der ersten Liga spielenden Geylang International. Hier bestritt er neun Ligaspiele. Im Januar 2024 unterschrieb er einen Vertrag beim Ligakonkurrenten Albirex Niigata (Singapur). Der Verein ist ein Ableger des japanischen Vereins Albirex Niigata.

## Erfolge
Home United (Seit 2020: Lion City Sailors)
- Singapurischer Vizemeister: 2018
- Singapore Community Shield: 2019